# Плющиха (река)
Плющиха (устар. Плещуха) — река в Новосибирске. Устье реки находится в 1 км по правому берегу Ини. Длина реки составляет 12 км.

## География
Исток реки находится в овраге между селом Раздольное и ТСН «Лесное» близ Гусинобродского тракта.
В Плющиху впадают несколько ручьёв, формирующих большое количество озёр и запруд: озеро Лесное возле Гусинобродского кладбища, Квадратка около Плющихинского жилмассива, Собачье на Лазурной улице и т. д. На самой реке образованы две запруды: одна из них была создана для Раздольненского колхоза в конце 1950-х годов, здесь были выпасы и водопой для коров; другая находится возле СНТ «Культура».
По одним данным река впадает в Обь в районе жилого комплекса «Европейский берег», по другой версии Плющиха — приток Ини.

### Данные водного реестра
По данным государственного водного реестра России относится к Верхнеобскому бассейновому округу, водохозяйственный участок реки — Обь от Новосибирского гидроузла до впадения реки Чулым, без рек Иня и Томь, речной подбассейн реки — бассейны притоков (Верхней) Оби до впадения Томи. Речной бассейн реки — (Верхняя) Обь до впадения Иртыша.